# Distretto di Khinjan
Il distretto di Khinjan è un distretto dell'Afghanistan appartenente alla provincia di Baghlan. Viene stimata una popolazione di 15 490 abitanti (stima 2016-17).